# 卡普德罗
卡普德罗（法語：Capdrot，法語發音：[kapdʁo]）是法国多尔多涅省的一个市镇，位于该省南部偏东，属于贝尔热拉克区。

## 地理
卡普德罗（44°40'53"N, 0°55'22"E）面积43.72 平方千米，位于法国新阿基坦大区多爾多涅省，该省份为法国西南部内陆省份，是法國本土面积第三大的省，大致对应佩里戈尔地区，北起顺时针与夏朗德省、上维埃纳省、科雷兹省、洛特省、洛特-加龙省、吉倫特省和滨海夏朗德省接壤。
与卡普德罗接壤的市镇（或旧市镇、城区）包括：圣马尔科里、苏洛尔、派德贝尔韦斯、戈雅克、马尔萨莱斯、马泽罗勒、蒙帕济耶、萨勒德贝尔韦斯。

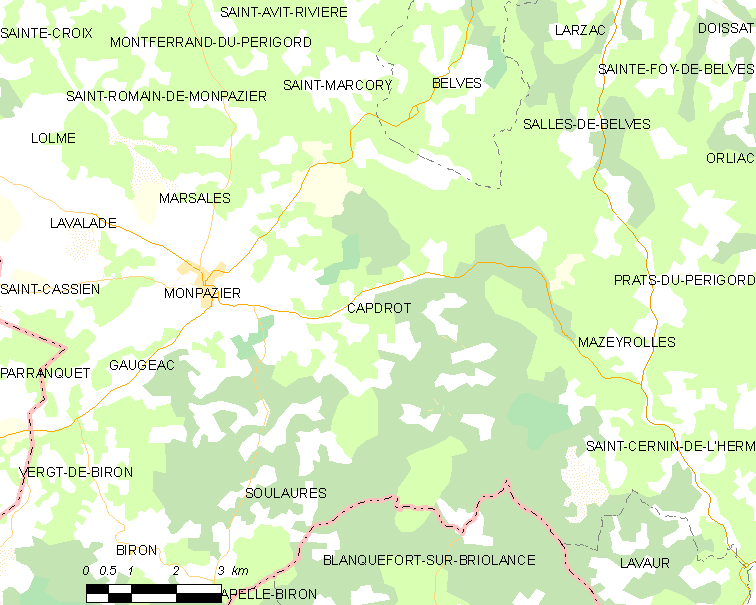
卡普德罗的OSM定位图

卡普德罗的时区为UTC+01:00、UTC+02:00（夏令时）。

## 行政
卡普德罗的邮政编码为24540，INSEE市镇编码为24080。

## 政治
卡普德罗所属的省级选区为拉兰德县。

## 人口

1962-2008年间卡普德罗人口变化图示

卡普德罗于2022年1月1日时的人口数量为461人。